# Сен-Потан
Сен-Потан (фр. Saint-Pôtan — коммуна во Франции, находится в регионе Бретань. Департамент — Кот-д’Армор. Входит в состав кантона Пленёф-Валь-Андре. Округ коммуны — Динан.
Код INSEE коммуны — 22273.

## География
Коммуна расположена приблизительно в 360 км к западу от Парижа, в 76 км северо-западнее Ренна, в 40 км к востоку от Сен-Бриё.

## Население
Население коммуны на 2016 год составляло 804 человека.
| 1962 | 1968 | 1975 | 1982 | 1990 | 1999 | 2006 | 2016 |
| ---- | ---- | ---- | ---- | ---- | ---- | ---- | ---- |
| 953  | 926  | 885  | 860  | 798  | 735  | 764  | 804  |